# Фёккельберг
Фёккельберг (нем. Föckelberg) — община в Германии, в земле Рейнланд-Пфальц.
Входит в состав района Кузель. Подчиняется управлению Альтенглан. Население составляет 398 человек (на 31 декабря 2010 года). Занимает площадь 3,97 км².